# Metall natiu

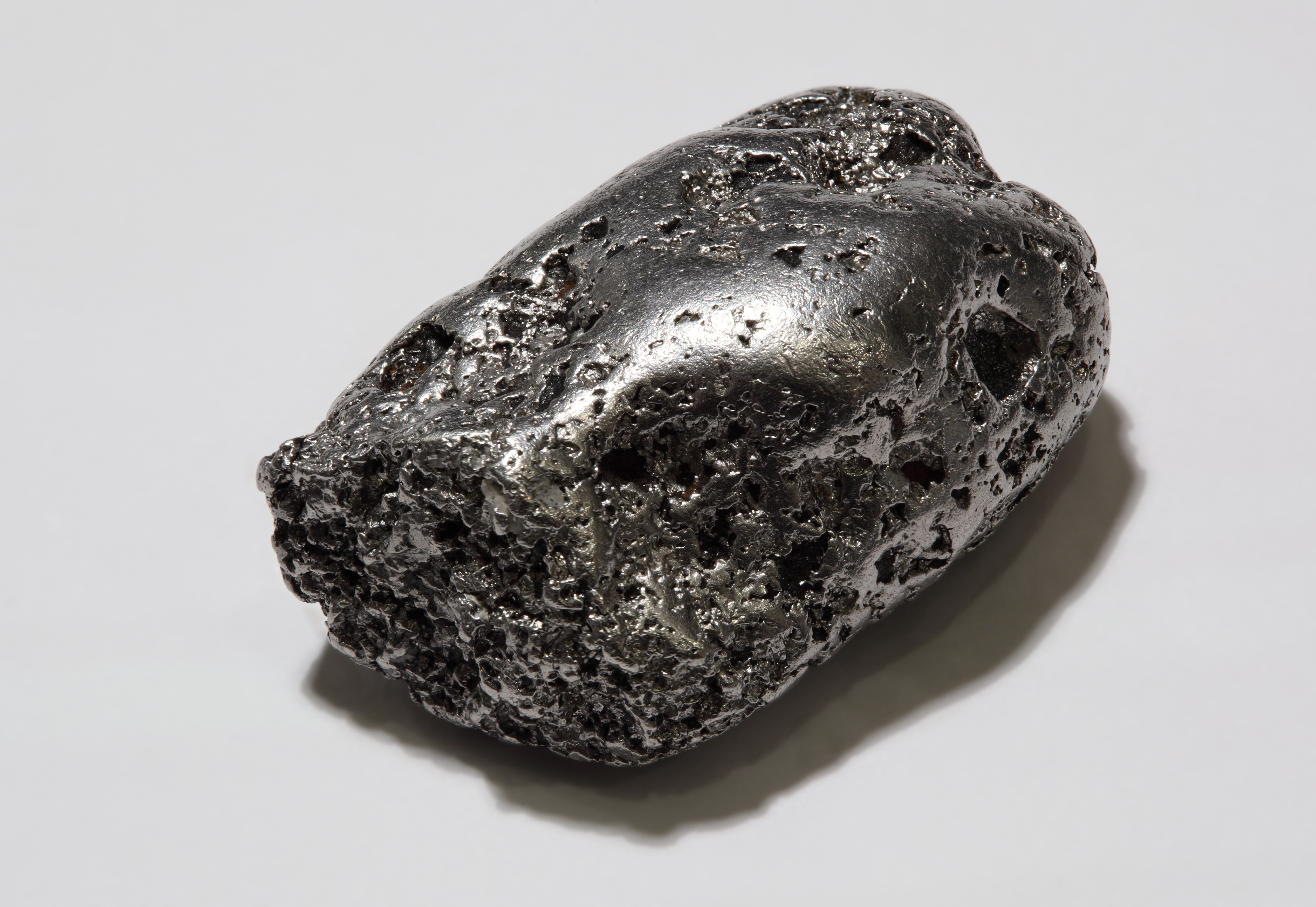
Pelleta de platí nativa de Kondyor, Rússia

Un metall natiu és qualsevol metall que es troba en la seva forma metàl·lica, ja sigui pur o aliatge, en la naturalesa. Els metalls que es poden trobar en  estat natiu son l'alumini, l'antimoni, l'arsènic, el bismut, el cadmi, el crom, el cobalt, l'indi, el ferro, el manganès, el molibdè, el níquel, el reni, el seleni, el tàntal, el tel·luri, l'estany, el titani, el tungstè, el vanadi i el zinc, així com dos grups de metalls: el grup de l'or, i el grup del platí. El grup d'or consisteix en l'or, el coure, el plom, l'alumini, el mercuri i plata. El grup de platí està format pel platí, l'iridi, l'osmi, el pal·ladi, el rodi i el ruteni. Entre els aliatges trobats en estat natal s'han trobat el bronze, la plata alemanya, l'osmiridi, l'electre, l'or blanc, i amalgama de mercuri de plata i mercuri d'or.

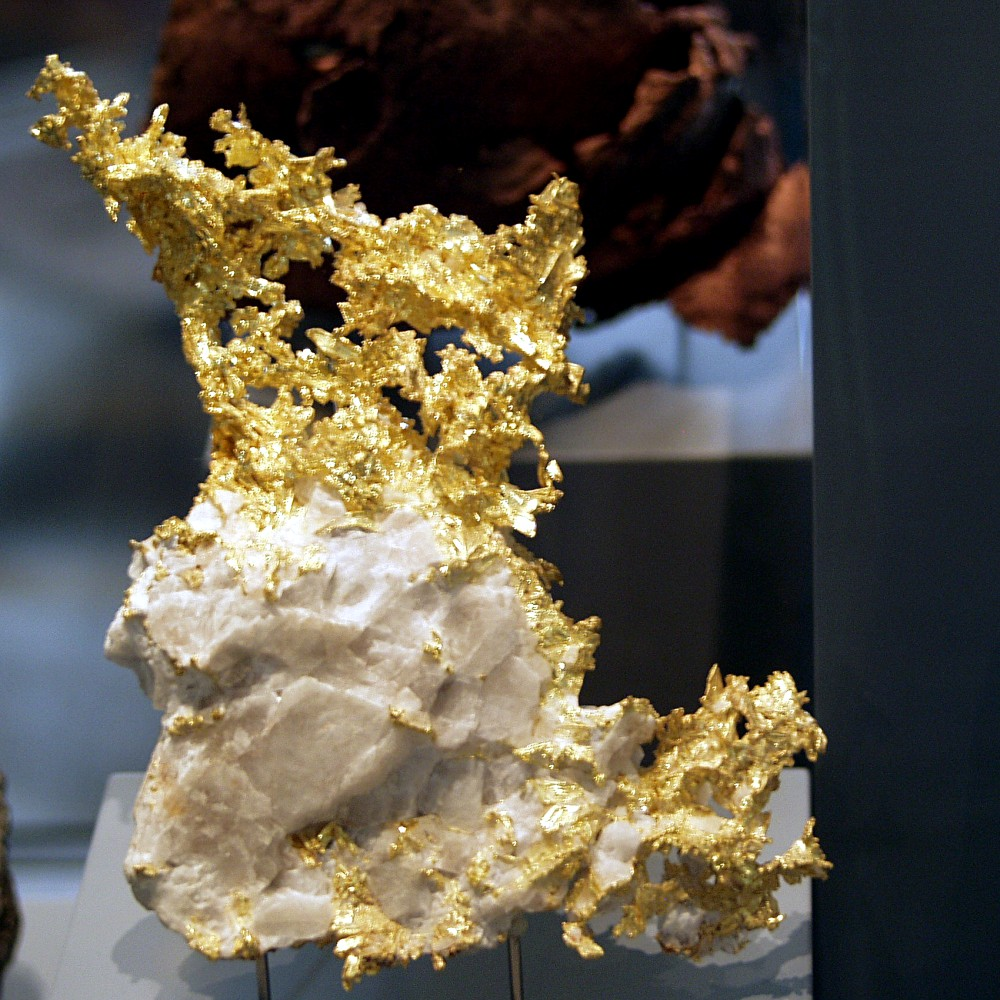
Or natiu en ganga de quars

Només l'or, la plata, el coure i els metalls de platí es produeixen en la natura en grans quantitats. Sobre escales de temps geològiques, molt pocs metalls poden resistir els processos de degradació natural com l'oxidació, per la qual cosa solament els metalls menys reactius com l'or i el platí es troben com a metalls nadius. Les altres solen produir-se com a parcel·les aïllades on un procés químic natural redueix un compost o mineral comú del metall deixant enrere el metall pur com petits flocs o inclusions.
Entre els elements no metàl·lics que es produeixen en l'estat natiu hi ha el carboni i el sofre. El silici, un semimetall, s'ha trobat a l'estat natiu en rares ocasions com petites inclusions en or.
Els metalls nadius eren l'únic accés previ a l'home prehistòric del metall, ja que el procés d'extracció de metalls dels seus minerals, fusió, es creu que va ser descobert al voltant del 6500 abans de Crist. Tanmateix, només es podien trobar en quantitats relativament petites, de manera que no es podien utilitzar de forma extensiva. Així, mentre el coure i el ferro es coneguessin molt abans de l'edat del coure i l'edat del ferro, no tindrien un gran impacte en la humanitat fins que la tecnologia fosificaria dels seus minerals i, per tant, els apareixien en massa.